# Калюжная, Любовь Андреевна
Любовь Андреевна Калюжная (17 марта 1914; хутор Карповка, Ажиновское сельское поселение, Багаевский район, Ростовская область, РСФСР, СССР — 4 мая 1991; Москва) — советская актриса театра и кино.

## Биография
Родилась 17 марта 1914 года в хуторе  Карповка, в семье фельдшера. Когда отец ушёл из жизни, девочке было всего 4 года и мать осталась одна с ребёнком на руках, после чего начала искать работу. Они переехали в Донецк, в посёлок Боково-Антрацит.
Окончив школу, Любовь стала учиться на слесаря. Спустя два года, проведённых в горнопромышленном училище, пошла работать на одну из шахт.
В 1930-м году её мать тяжело заболела и, получив инвалидность, переехала с ней в Москву к старшему брату Александру.
В Москве Калюжная устроилась слесарем на 1-й государственный автомобильный завод и одновременно начала приобщаться к театральному искусству, участвуя в деятельности Московского ДРАМа. Уроки актёрского мастерства очень повлияли на неё, и тогда у неё появилось желание стать профессиональной актрисой.
В 1934 году с отличием окончила техникум и начала играть в театрах.
Ушла из жизни 4 мая 1991 года в Москве. Похоронена на Востряковском кладбище.

## Личная жизнь
- Была замужем за Алексеем Петровичем Сускиным; 13 августа 1938 года у актрисы родилась дочь Лариса (1938—2011)[1].

## Творчество
- 1932: «Горизонт» (эп.), «Путь на Север», док. (уборщица в бараке);
- 1933: «Интернационал», к/м (роль);
- 1935: «Аэроград» (жена партизана);
- 1937: «Воздушное приключение», к/м (мама Маши);
- 1938: «Победа» (Лиза Самойлова);
- 1939: «Поднятая целина» (Лушка);
- 1957: «Всего дороже» (Лапушкина);
- 1958: «Поэма о море» (Мария Гуренко);
- 1960: «Повесть пламенных лет» (жена Романа Клунного);
- 1961: «Наш общий друг» (мать);
- 1962: «Павлуха» (рыбачка);
- 1963: «Если ты прав» (Алевтина), «Молодожён», к/м (старуха), «При исполнении служебных обязанностей» (лифтёрша);
- 1964: «Наш честный хлеб» (Марья), «Негасимое пламя» (пассажирка теплохода);
- 1965: «Над нами Южный Крест» (тётя Груша), «Там, где цветут эдельвейсы» (тётя Дуся), «Человек без паспорта» (эп.);
- 1966: «Душечка», тв (сваха), «Я солдат, мама» (эп.);
- 1967: «Вий» (плачущая селянка), «Крепкий орешек» (старуха), «Письмо», к/м (хозяйка), «Поиск» (Антониха), «Ташкент — город хлебный» (мешочница), «Твой современник» (официантка);
- 1968: «Длинный день Кольки Павлюкова», тв, к/м (Бородулиха), «Люди как реки», тв (тётя Настя, медсестра), «Мужской разговор» (жена Андреевича);
- 1969: «Адъютант его превосходительства», тв (хозяйка квартиры), «Старый знакомый» (дежурная на карусели), «Цветы запоздалые» (кухарка);
- 1970: "Возвращение «Святого Луки» (вахтёрша музея), «Расплата» (медсестра), «Хуторок в степи» (Дуня);
- 1971: «Корона Российской империи, или Снова неуловимые» (посетительница музея), «Мальчики» (няня), «Русское поле» (мать Федосьи);
- 1972: «Инженер Прончатов», тв (Марья Степановна, уборщица), «Красно солнышко», тв (Татьяна Евгеньевна), «Пётр Рябинкин» (тётя Паша);
- 1973: «Возле этих окон» (Любовь Андреевна), «И на Тихом океане» (эп.), «С весельем и отвагой» (спекулянтка);
- 1974: «Ваши права», тв (покупательница в магазине), «Вечный зов», тв (старушка в церкви), «Дочки-матери» (нянечка в детдоме), «Земляки» (мать Валентины), «Ищу мою судьбу» (подруга Надежды);
- 1975: «Мои дорогие» (старая доярка), «Невеста с Севера», тв (колхозница), «Семья Ивановых» (эп.);
- 1976: «Два капитана», тв (соседка), «Дни хирурга Мишкина», тв (эп.), «„Сто грамм“ для храбрости» (старушка в очереди);
- 1977: «Личное счастье», тв (соседка), «Служебный роман» (гардеробщица), «Фронт за линией фронта» (жительница деревни), «Хомут для Маркиза» (старушка в автобусе);
- 1978: «Голубка», тв (Варвара Дорофеевна), «Однокашники», тв (тётя Маша); 1979: «Возвращение чувств» (соседка), «Москва слезам не верит» (нянечка в роддоме);
- 1980: «Мелодия на два голоса», тв (бабка Веры);
- 1981: «Долгий путь в лабиринте», тв (старуха в банде), «Отставной козы барабанщик» (Алексеевна);
- 1982: «Кто стучится в дверь ко мне…» (мать осуждённого), «Не ждали, не гадали», тв (старушка в автобусе), «Не хочу быть взрослым» (пассажирка автобуса);
- 1983: «Витя Глушаков — друг апачей» (старушка в очереди), «Волчья яма» (Сидоровна), «И жизнь, и слёзы, и любовь» (жительница Дома ветеранов), «К своим» (тётя Женя);
- 1984: «Счастливая, Женька!» (Валентина Васильевна);
- 1985: «Набат на рассвете» (няня), «От зарплаты до зарплаты» (сторож склада), «Порох» (Мария Петровна);
- 1987: «Сын», тв (мать продавщицы);
- 1988: «Куколка» (бабушка юной гимнастки), «Отцы» (тёща Козлова), «Радости земные», тв (соседка Лемеховых).